# Анастасия Романовна
Анастасия Романовна Захарина-Юрева или Анастасия Руска (на руски: Анастасия Романовна Захарьина-Юрьева; * 1523; † 7 август 1560) е първата руска царица и първата съпруга (от общо седем) на цар Иван Грозни.

## Произход
Анастасия Романовна е дъщеря на болярина Роман Юревич Захарин-Юриев (на руски: Роман Юрьевич Захарьин-Юрьев, † 16 февруари 1543), основоположник на династията Романови, и на неговата съпруга Юлиана Ивановна († 1579).

## Руска царица
В летописите се разказва, че Анастасия при целия си тих нрав успявала да повлияе на Иван Грозни. Няколко дни след сватбата им в Москва избухва пожар и Анастасия използвала цялото си влияние, за да помогне на пострадалите. Благодарният народ я нарекъл царица Милостива. Иван Грозни е женен за нея 14 години и нейната мистериозна смърт едва не го довежда до лудост.
Съвременната наука е склонна да мисли, че Анастасия е била отровена, докато царят е бил на път. В парченцата от савана, в косите ѝ и дори на дъното на гробницата на царицата е открит живак.

## Деца
Иван Грозни и Анастасия Романова имат шест деца:
- Ана (1548 – 1550)
- Мария (17 март 1551 – 1551)
- Димитри (1552 – 1553)
- Иван (* 28 март 1554, убит на 16 ноември 1581)
- Евдокия (1556 – 1558)
- Фьодор I (1557 – 1598)